# Lailaps
Lailaps (altgriechisch Λαῖλαψ Laílaps, deutsch ‚Sturmwind‘) ist in der griechischen Mythologie der Name eines unsterblichen Hundes.

## Mythos
Unter den Brautgeschenken, die Zeus der Europa machte, waren ein Jagdspeer, der niemals sein Ziel verfehlte, und ein unsterblicher Hund, dem kein Wild entgehen konnte. Von Europa kamen diese Gaben auf ihren Sohn Minos, den König von Kreta. Dieser wiederum wurde einst von einer Krankheit gequält, von der man sagte, seine Gemahlin Pasiphaë hätte sie ihm als Zauber auferlegt. Prokris heilte den König und erhielt Speer und Hund zum Dank; sie nannte das Tier Lailaps.
In einer anderen Version stammten die Gaben von Artemis, der Göttin der Jagd. Prokris hatte sich nämlich mit ihrem Gemahl Kephalos überworfen; Speer und Hund sollten der Versöhnung der beiden leidenschaftlichen Jäger dienen.

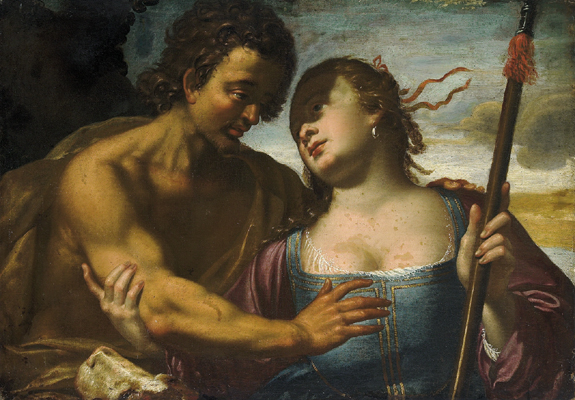
Prokris bietet Kephalos den Hund Lailaps und einen unfehlbaren Speer an.
(Francesco Ruschi, 17. Jhd.)

Nachdem Prokris nach Thorikos heimgekehrt war, machte sie Kephalos die beiden Wunderwaffen zum Geschenk. Zu jener Zeit nun wurde Theben von einem menschenfressenden Fuchs heimgesucht: Jeden Monat setzten die Thebaner ein Kind aus, damit das Untier sie verschone. Da begab es sich, dass Amphitryon den Beistand des Thebanerkönigs Kreon benötigte; dieser machte zur Bedingung, dass zuerst der Plage ein Ende bereitet und der Fuchs getötet werde. So erbat Amphitryon sich Lailaps aus. Der unermüdliche Hund nahm die Verfolgung auf – da der Fuchs jedoch uneinholbar schnell war, drohte eine ewige Jagd zwischen dem Jagdhund und dem Fuchs zu entbrennen. Schließlich griff Zeus selbst ein und verwandelte beide Tiere zu Stein. Es heißt auch, sie seien an das Himmelsgewölbe versetzt worden, als die Sternbilder Canis Major und Minor.
Lailaps soll mit jenem „goldenen Hund“ (Κύων χρΰσεον Kýōn chrýseon) identisch sein, der schon bei Zeus’ Heranwachsen eine Rolle spielte. Denn als der Gott noch ein Kind war, verbarg ihn seine Mutter Rhea vor seinem Vater Kronos: In einer Höhle des Berges Ida wurde der Säugling von der Ziege Amaltheia genährt; ein goldener Hund beschützte sie. Nachdem Zeus seinen Vater gestürzt und die Macht am Olymp übernommen hatte, wurde das Tier zum Bewacher des Zeusheiligtumes auf Kreta. In der Geschichte von Pandareos wird noch erzählt, wie dieser den Hund stahl und zu Tantalos brachte, und welches unrühmliche Ende die Sache nahm.
Zudem – und wohl unabhängig davon – hörte auch ein Jagdhund des Aktaion auf den Namen Lailaps.